# 千葉大学医学部レイプ事件
千葉大学医学部レイプ事件（ちばだいがくいがくぶレイプじけん）は、2016年に千葉大学医学部に通う大学生と千葉大学医学部附属病院に勤務する研修医によって起こされたレイプ事件。

## 概要

### 犯行の経緯
2016年9月20日に、千葉市中央区の居酒屋で実習の打ち上げという名目で飲み会が行われた。この飲み会には千葉大学の学生ら十数人が参加していた。後に犯人となる男性の1人は、この飲み会で泥酔した女子学生を介抱するふりをしてトイレに連れて行った。また、この男性以外も時間差でトイレに入り4人で集団わいせつ行為を行った。
飲み会の後、トイレでわいせつ行為をしたうちの3人はこの酔った女性を家まで送ると他の参加者に告げて、女性をタクシーに乗せて自宅マンションまで連れて行き、3人で早朝まで性的暴行を行い、軽傷を負わせた。この被害女性は3人が眠った隙に逃げ出して病院に駆け込み、そこから警察に通報されたことで事件が発覚した。

### 犯行後
2016年11月21日に大学生であった3人が集団強姦致傷容疑で逮捕された。12月5日には研修医であった男性も共犯として準強制わいせつ容疑で逮捕された。12月12日千葉地方検察庁は2人の大学生を集団強姦罪で、1人の大学生を準強姦罪で起訴。12月22日には研修医を準強制わいせつ罪で起訴。
2017年1月31日に千葉地裁で大学生3人の初公判が開かれた。同年5月29日に集団強姦罪で起訴された2人の大学生に懲役4年の有罪判決、準強姦罪で起訴された1人の大学生に懲役3年の有罪判決、準強姦罪で起訴された研修医に懲役2年執行猶予3年の有罪判決が言い渡された。この判決を受けて千葉大学は3人の大学生を6月19日付で放学処分とした。
懲役3年となった大学生は控訴したが、2017年9月19日、東京高裁は一審の千葉地裁の判決を支持し、控訴を棄却する判決を言い渡した。

### 事件への注目
犯人の1人が代々法曹であったエリートの家系であったことからも注目が集まった。